# Danh sách đảng phái chính trị Phần Lan
Dưới đây là danh sách các đảng phái chính trị cấp quốc gia của Phần Lan và không bao gồm các đảng phái chính trị dưới cấp quốc gia (ví dụ như các đảng phái chính trị tại Åland). Tại Phần Lan, một hiệp hội được phép hoạt động với tư cách đảng phái chính trị khi có tên trong Danh bạ đảng phái chính trị của Bộ Tư pháp.
Hệ thống chính trị của Phần Lan là một hệ thống đa đảng. Một liên minh gồm nhiều đảng với tổng số ghế chiếm vị thế đa số sẽ thành lập Chính phủ mới, và các đảng không chấp chính liền trở thành đảng đối lập. Việc không thiết lập một ngưỡng bầu cử (tức số lượng ghế nhất định nhằm đảm bảo một đảng được tham chính) dẫn tới sự đa dạng về mặt thành phần đảng phái trong Quốc hội Phần Lan, và cũng vì thế mà một đảng nhất định gần như không thể giành được số ghế quá bán trong Quốc hội. Trước đây, cũng vì lý do này hai khối xã hội chủ nghĩa và khối phi xã hội chủ nghĩa thường không giành được đủ số ghế để thành lập một chính phủ của riêng mình.
Các đảng viên hoạt động theo nhóm nghị sĩ tương ứng của đảng mình tại Quốc hội, biểu quyết theo kỷ cương của đảng và đôi khi các đảng viên không bỏ phiếu theo đồng thuận của nhóm nghị sĩ.
Tổ chức của một đảng phái gồm có các chi bộ cơ sở tại các đơn vị hành chính cấp khu tự quản. Đảng viên thuộc nhiều đảng được bầu làm ủy viên tại các Hội đồng điều phối khu tự quản, tuy nhiên chính họ phải cạnh tranh với các tổ chức xã hội phi đảng phái trong các cuộc bầu cử Hội đồng điều phối tại địa phương.
Pháp luật Phần Lan quy định về điều kiện để một hiệp hội chính trị được phép chuyển đổi hình thức hoạt động để trở thành một đảng phái chính trị mà quá trình chuyển đổi này không yêu cầu nộp lệ phí thành lập đảng, đó là:
- Nhiệm của các hiệp hội chính trị là tham gia vào quá trình ra quyết định của Quốc hội đối với các vấn đề của nhà nước,
- Đã thu thập được số thẻ ủng hộ có chữ ký từ ít nhất 5000 cử tri có quyền bầu cử Quốc hội,
- Nội quy và quy định của tổ chức đảm bảo các nguyên tắc dân chủ được thực thi trong quá trình ra quyết định và trong các hoạt động của mình,
- Tổ chức đã soạn ra được một chương trình hành động trên cơ sở tuân thủ nội quy và quy định của đảng, trong đó liệt kê các mục tiêu, nguyên tắc thực hiện của tổ chức trong các hoạt động cấp quốc gia.

Các đảng chính trị hợp lệ có quyền đề cử đảng viên của mình làm ứng cử viên trong các cuộc bầu cử Quốc hội hoặc bầu cử Hội đồng điều phối cấp khu tự quản. Chính phủ chi trả một khoản trợ cấp cho các đảng có đại điện trong Quốc hội với độ lớn tỷ lệ với số nghị sĩ thuộc đảng ấy. Trường hợp một đảng không giành được một ghế nghị sĩ Quốc hội nào trong hai kỳ bầu cử liên tiếp, tên của đảng ấy sẽ bị loại khỏi Danh bạ đảng phái chính trị và được phép nộp đơn đăng ký lại.

## Các đảng tham chính
| Tên và biểu trưng | Tên và biểu trưng | Tên và biểu trưng                                                       | Tên và biểu trưng | Hệ tư tưởng                                                     | Quốc hội | Nghị viện châu Âu | Hội đồng khu tự quản | Chủ tịch đảng        | Thành lập | Tham khảo               |
| ----------------- | ----------------- | ----------------------------------------------------------------------- | ----------------- | --------------------------------------------------------------- | -------- | ----------------- | -------------------- | -------------------- | --------- | ----------------------- |
|                   |                   | Đảng Liên hiệp Dân tộc Kansallinen Kokoomus (Samlingspartiet)           | Kok.              | Chủ nghĩa bảo thủ tự do, Chủ nghĩa tự do bảo thủ                | 48 / 200 | 3 / 14            | 1.552 / 8.859        | Petteri Orpo         | 1918      | [ 2 ] [ 3 ] [ 4 ]       |
|                   |                   | Đảng Người Phần Lan Perussuomalaiset (Sannfinländarna)                  | PS                | Chủ nghĩa bảo thủ dân tộc, Chủ nghĩa dân túy cánh hữu           | 46 / 200 | 2 / 14            | 1.350 / 8.859        | Riikka Purra         | 1995      | [ 2 ] [ 3 ] [ 4 ]       |
|                   |                   | Đảng Dân chủ Xã hội Sosiaalidemokraatit (Socialdemokraterna)            | SDP               | Chủ nghĩa dân chủ xã hội                                        | 43 / 200 | 2 / 14            | 1.451 / 8.859        | Sanna Marin          | 1899      | [ 2 ] [ 3 ] [ 4 ]       |
|                   |                   | Đảng Trung tâm Suomen Keskusta (Centern i Finland)                      | Kesk.             | Chủ nghĩa nông nghiệp, Chủ nghĩa tự do                          | 23 / 200 | 2 / 14            | 2.444 / 8.859        | Annika Saarikko      | 1906      | [ 2 ] [ 3 ] [ 4 ]       |
|                   |                   | Liên đoàn Xanh Vihreä liitto (Gröna förbundet)                          | Vihr.             | Chủ nghĩa sinh thái, Chủ nghĩa tự do sinh thái                  | 13 / 200 | 3 / 14            | 433 / 8.859          | Sofia Virta          | 1987      | [ 2 ] [ 3 ] [ 4 ]       |
|                   |                   | Liên minh Cánh tả Vasemmistoliitto (Vänsterförbundet)                   | Vas.              | Chủ nghĩa xã hội dân chủ, Chủ nghĩa xã hội sinh thái            | 11 / 200 | 1 / 14            | 508 / 8.859          | Li Andersson         | 1990      | [ 2 ] [ 3 ] [ 4 ]       |
|                   |                   | Đảng Nhân dân Thụy Điển Ruotsalainen kansanpuolue (Svenska folkpartiet) | RKP               | Chủ nghĩa tự do, Lợi ích của người Phần Lan nói tiếng Thụy Điển | 9 / 200  | 1 / 14            | 463 / 8.859          | Anna-Maja Henriksson | 1906      | [ 2 ] [ 3 ] [ 4 ]       |
|                   |                   | Đảng Dân chủ Kitô giáo Kristillisdemokraatit (Kristdemokraterna)        | KD                | Chủ nghĩa dân chủ Kitô giáo, Chủ nghĩa bảo thủ xã hội           | 5 / 200  | 0 / 14            | 311 / 8.859          | Sari Essayah         | 1958      | [ 2 ] [ 3 ] [ 4 ]       |
|                   |                   | Đảng Liike Nyt Liike Nyt (Rörelse Nu)                                   | Liik.             | Chủ nghĩa tự do kinh tế                                         | 1 / 200  | 0 / 14            | 49 / 8.859           | Harry Harkimo        | 2018      | [ 6 ] [ 7 ] [ 8 ] [ 9 ] |